# Châteauneuf-lès-Moustiers

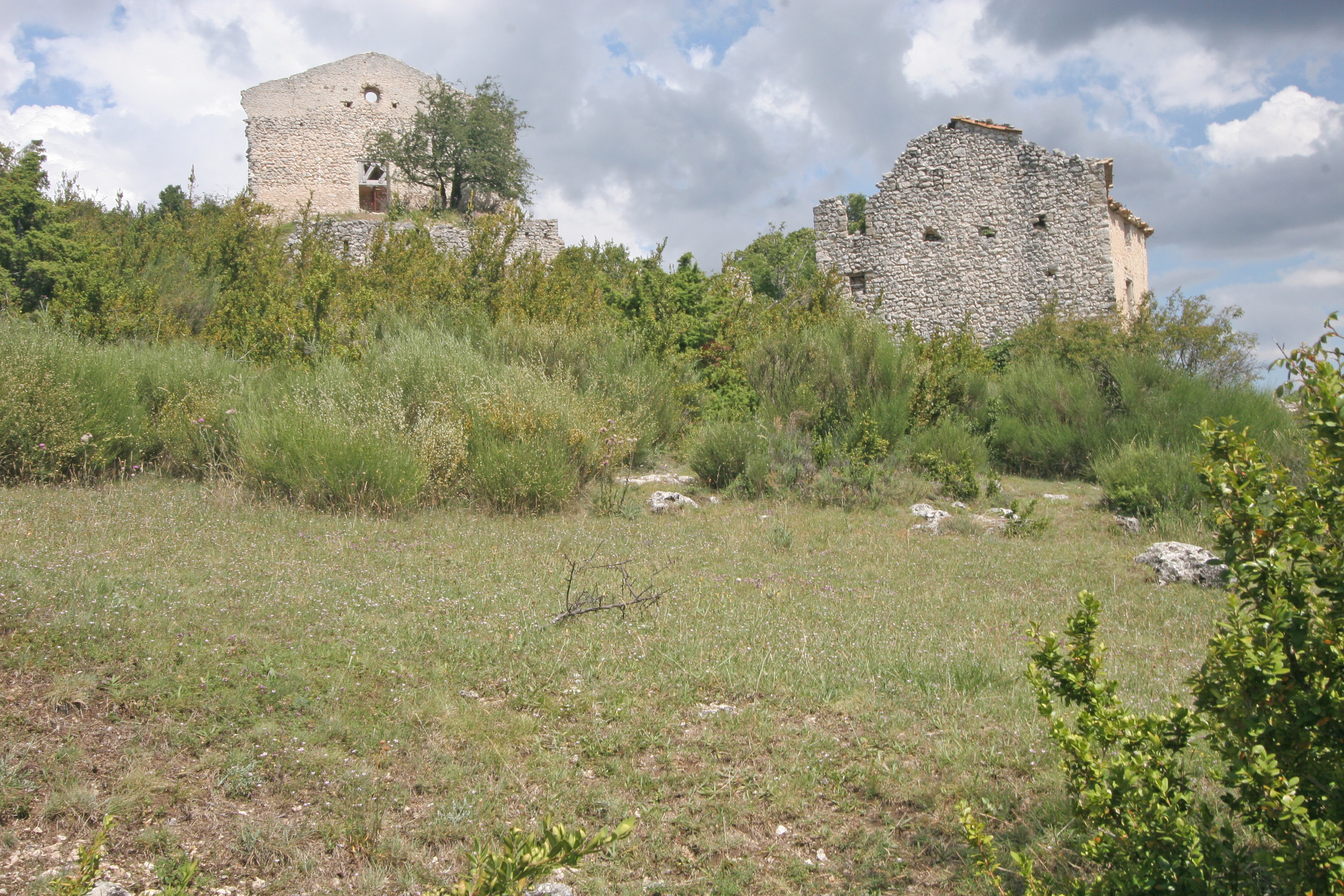
Ruiny bývalé kaple v Châteauneuf-lès-Moustiers

Châteauneuf-lès-Moustiers jsou ruiny středověké vesnice na jihu Francie v provensálském departementu Alpes-de-Haute-Provence.
Vesnice byla opuštěna po druhé světové válce vzhledem ke své odlehlosti a v roce 1974 bylo její území přičleněno k obci La Palud sur Verdon nalézající se asi 3 km jižně.